# Stephen Holt
Stephen Jeffrey Carino Holt (Portland, 6 dicembre 1991) è un cestista statunitense naturalizzato filippino.

## Biografia
Holt nasce a Portland, da Greg, un uomo americano ed ex cestista collegiale all'Università di Portland, e Jackie, donna filippina.
Nel 2023, acquisisce la cittadinanza filippina, rendendolo dunque idoneo a giocare nella PBA come giocatore locale.

## Palmarès
- Campionato ceco: 1

ČEZ Nymburk: 2016-17
- Supercoppa slovena: 1

Primorska: 2019